# X-Trp aminopeptidaza
X-Trp aminopeptidaza (EC 3.4.11.16, aminopeptidaza W, aminopeptidaza X-Trp) je enzim. Ovaj enzim katalizuje sledeću hemijsku reakciju
Odvajanje N-terminalnih ostataka (posebno glutamata i leucina) sa peptida, pod uslovom da je triptofan (ili bar fenilalanin ili tirozin) pretposlednji ostatak. Takođe deluje na Glu-Trp, Leu-Trp i brojne druge dipeptide
Ovaj glikoprotein sadrži Zn2+.

## Literatura
- Nicholas C. Price; Lewis Stevens (1999). Fundamentals of Enzymology: The Cell and Molecular Biology of Catalytic Proteins (Third изд.). USA: Oxford University Press. ISBN 019850229X.
- Eric J. Toone (2006). Advances in Enzymology and Related Areas of Molecular Biology, Protein Evolution (Volume 75 изд.). Wiley-Interscience. ISBN 0471205036.
- Branden C; Tooze J. Introduction to Protein Structure. New York, NY: Garland Publishing. ISBN 0-8153-2305-0.
- Irwin H. Segel. Enzyme Kinetics: Behavior and Analysis of Rapid Equilibrium and Steady-State Enzyme Systems (Book 44 изд.). Wiley Classics Library. ISBN 0471303097.
- William P. Jencks (1987). Catalysis in Chemistry and Enzymology. Dover Publications. ISBN 0486654605.

## Spoljašnje veze
- Xaa-Trp+aminopeptidase на 